# DFL-Ligapokal 2005
Der DFL-Ligapokal 2005 (offiziell Premiere Ligapokal 2005) war die zehnte Auflage des Wettbewerbs und wurde vom FC Schalke 04 durch ein 1:0 gegen den VfB Stuttgart im Finale von Leipzig gewonnen. Es nahmen die sechs bestplatzierten Mannschaften der vergangenen Bundesligasaison teil. Da der FC Bayern München das Double 2005 gewann, wurde der Vizemeister FC Schalke 04 für das Halbfinale gesetzt. Acht Spieler erzielten jeweils nur ein Tor.

## Turnierverlauf

### Vorrundenspiele
| Datum                      |               | Ergebnis        |                     | Ort                   |
| -------------------------- | ------------- | --------------- | ------------------- | --------------------- |
| 23. Juli 2005 um 15:30 Uhr | Werder Bremen | 1:0 (0:0)       | Bayer 04 Leverkusen | LTU-Arena, Düsseldorf |
| 23. Juli 2005 um 18:15 Uhr | Hertha BSC    | 0:0 (3:4 i. E.) | VfB Stuttgart       | LTU-Arena, Düsseldorf |

### Halbfinale
| Datum                      |                   | Ergebnis  |               | Ort                          |
| -------------------------- | ----------------- | --------- | ------------- | ---------------------------- |
| 26. Juli 2005 um 20:30 Uhr | FC Bayern München | 1:2 (1:1) | VfB Stuttgart | Allianz Arena, München       |
| 27. Juli 2005 um 20:30 Uhr | FC Schalke 04     | 2:1 (1:0) | Werder Bremen | Veltins-Arena, Gelsenkirchen |

### Finale
| Paarung        | FC Schalke 04 – VfB Stuttgart |
| Ergebnis       | 1:0 (1:0) |
| Datum          | 2. August 2005 um 20:30 Uhr |
| Stadion        | Zentralstadion, Leipzig |
| Zuschauer      | 40.500 |
| Schiedsrichter | Lutz Wagner (Kriftel) |
| Tore           | 1:0 Kevin Kuranyi (10.) |
| FC Schalke 04  | Frank Rost – Hamit Altintop, Marcelo Bordon , Mladen Krstajić, Lewan Kobiaschwili – Christian Poulsen, Fabian Ernst, Zlatan Bajramović, Lincoln – Ebbe Sand (62. Gerald Asamoah), Kevin Kurányi Cheftrainer: Ralf Rangnick                                                                     |
| VfB Stuttgart  | Timo Hildebrand – Andreas Hinkel, Fernando Meira, Matthieu Delpierre, Boris Živković (46. Ludovic Magnin) – Silvio Meißner, Zvonimir Soldo, Thomas Hitzlsperger – Cacau, Jesper Grønkjær (90. Marco Streller), Mario Gómez (46. Jon Dahl Tomasson) Cheftrainer: Giovanni Trapattoni ( Italien) |
| Gelbe Karten   | Fabian Ernst – Fernando Meira, Silvio Meißner, Thomas Hitzlsperger |
| Platzverweise  | Kevin Kuranyi (66.), Lincoln (90.+1') – keine |

## Torschützen
| Rang | Spieler             | Verein            | Tore |
| ---- | ------------------- | ----------------- | ---- |
| 1    | Zlatan Bajramović   | FC Schalke 04     | 1    |
|      | Thomas Hitzlsperger | VfB Stuttgart     | 1    |
|      | Ivan Klasnić        | Werder Bremen     | 1    |
|      | Kevin Kurányi       | FC Schalke 04     | 1    |
|      | Roy Makaay          | FC Bayern München | 1    |
|      | Ebbe Sand           | FC Schalke 04     | 1    |
|      | Martin Stranzl      | VfB Stuttgart     | 1    |
|      | Nelson Valdez       | Werder Bremen     | 1    |